# Заблоцький-Десятовський Павло
Павло Парфенійович Заблоцький-Десятовський (1814, на Чернігівщині — 1882 рр., с. Кримки, тепер Кропивницький район Кіровоградської області) — український і російський лікар, професор Санкт-Петербурзької Медикохірургічної академії, гоф-медик російського імператора, ботанік, етнограф, автор 40 праць із хірургії та стоматології, анастезіолог-новатор. Перший в Рос. імперії почав застосовувати хлороформний наркоз.
Походить із козацько-старшинського та шляхетського роду Заблоцьких-Десятовських, представники якого ще від кінця XVII ст. володіли селом Десятухи Новгород-Сіверського повіту Чернігівської губернії (сьогодні — Середино-Будський район Сумської області).
Середню освіту здобув у Новгород-Сіверську. 1830 року вступив до Московського університету, який закінчив 1835 року і відразу взяв участь в експедиції до Каспійського моря з метою археологічно-географічного огляду. Брав участь як лікар. Відвідав Ташлинське ханство і написав науковий твір «Огляд Тишлінського ханаства з медико-топографічного і статистичного відношення». 1838 року захистив дисертацію і здобув звання доктора медицини. Три роки за кордоном студіював хірургію, паталогічну анатомію, природознавство. після повернення — ад'юнкт кафедри теоретичної хірургії. 1845 — на посаді екстраординарного професора теоретичної хірургії. 1846—1852 — ординарний професор на кафедрі судової медицини. Помер 2 липня 1882 року.
Написав більше 50 наукових праць, серед яких: «Нарис історії паталогічної анатомії» (1844), «Вчення про хвороби яєчка, канатика і мошонки» (1848), «Лікарсько-поліційні та судово-медичні дослідження про втоплених» (1845). «Розгляд пошкоджень в судово-медичному відношенні» (1851), «Про душевні хвороби» (1849), «Макробіотика» (переклад з німецької, 1852) тощо. Багато видань витрамала його праця «Повчання, як допомагати при раптових нещасних випадках, які загрожують життю» (1865)